# Otherside
"Otherside" é uma canção da banda Red Hot Chili Peppers, lançada em 2000. Foi o terceiro single a ser lançado do álbum Californication, sendo a quarta faixa deste álbum.
"Otherside" faz menção ao ex-integrante dos RHCP, Hillel Slovak, que morreu de overdose de heroína em 1988.

## Videoclipe
O videoclipe foi dirigido por Jonathan Dayton e Valerie Faris em preto e branco/monocromia, semelhante ao estilo gótico de O gabinete do doutor Caligari,de Robert Wiene, todo influenciado pelo expressionismo alemão. Elementos do cubismo e trabalho do artista gráfico M.C. Escher também são vistos no vídeo.

## Faixas
CD single (2000)
1. "Otherside" (álbum) – 4:16
2. "How Strong" – 4:43

Versão 2 (2000)
1. "Otherside" (álbum) – 4:16
2. "My Lovely Man" (ao vivo) — 5:18
3. "Around the World" (videoclipe)

Versão 3 (2000)
1. "Otherside" (álbum)
2. "How Strong" (inédita)
3. "My Lovely Man" (ao vivo)
4. "Road Trippin'" (sem as cordas)
5. "Scar Tissue" (videoclipe)
6. "Around the World" (videoclipe)

Versão 4 (2000)
1. "Otherside" (álbum)
2. "How Strong" (inédita)
3. "My Lovely Man" (ao vivo)
4. "Road Trippin'" (sem as cordas)

Versão 5 (2000)
1. "Otherside" (álbum)
2. "How Strong" (inédita)
3. "Road Trippin'" (sem as cordas) – 3:25
4. "Otherside (videoclipe)"

Single 7" (2000)
1. "Otherside" (álbum)
2. "How Strong" (inédita)